# ローマ・バレー
ローマ・バレー（Roma Volley）は、イタリア・ローマを本拠地としていた男子バレーボールクラブチーム。通称はローマ。

## 名称
スポンサー名込みの総称および通称
- 1996-1997年　Auselda AED Roma（ローマ）
- 1997-2000年　Piaggio Roma（ローマ）
- 2000-2001年　Ford per il Bambino Gesù Roma Volley（ローマ）
- 2001-2002年　Roma Volley（ローマ）

## 歴史
1996年、スポンサー放棄によって財政危機に陥り、クラブ再建のため売却を余儀なくされたパッラヴォーロ・パルマから権利を取得。パルマはA2へ降格し、ローマはセリエA1へ参入した。
ピアッジョ・ローマ（Piaggio Roma）として活動していた4年目の2000年、プレーオフ・ファイナルでモデナを3連勝で下し、リーグ初優勝を飾る。同年CEVカップ優勝も果たし、翌2001年欧州チャンピオンズリーグで3位となったが、リーグ戦で苦戦し、レギュラーシーズン9位と低迷。2002年にはレギュラーシーズン最下位となり、さらに経営破綻を引き起こし、初優勝からわずか2年で廃部した。

## 主な成績
セリエA（1）
- 優勝：2000

 コッパ・イタリア
- 優勝：なし

 欧州チャンピオンズリーグ
- 3位：2001

 CEVカップ（1）
- 優勝：2000

## 歴代監督
- ディミタル・ズラタノフ
- ダニエレ・バニョーリ
- ジャン・パオロ・モンターリ

## 歴代所属選手
- ミルコ・コルサーノ
- フリスト・ズラタノフ
- アンドレア・ルケッタ
- アンドレア・ガルディーニ
- パオロ・トフォリ
- マルコ・ブラッチ
- ウラジミール・グルビッチ
- イゴール・ブシュロビッチ
- オズワルド・エルナンデス
- イオスバニ・エルナンデス

## ユニフォーム
ホーム
- メインカラーのブルーとグリーンのボーダー。

アウェイ
- サブカラーのホワイトとイエローのボーダー。

リベロ
- 不明